# Route 24 (Alberta)
Pour les articles homonymes, voir Route 24.
La route 24 est une route du sud de l'Alberta.

## Description du tracé
La route 24 débute à l'intersection avec la route 23 et la route 542 au nord de Vulcan. Elle constitue le prolongement de la route 23, laquelle bifurque vers l'ouest à cette intersection. La route 24 se dirige vers le nord et, à l'est de Mossleigh, bifurque vers l'ouest en multiplex avecla route 547. À l'ouest de la communauté, la route 24 se sépare de la route 547 et elle se dirige vers le nord. Elle traverse la rivière Bow et bifurque vers l'ouest pour traverser Carseland. Elle reprend ensuite la direction nord jusqu'à Cheadle, où elle rencontre la route 1 et prend fin,.

## Intersections majeures
| Municipalité rurale / spécialisée             | Ville | km                                           | Destinations                                             | Notes                           |
| --------------------------------------------- | ----- | -------------------------------------------- | -------------------------------------------------------- | ------------------------------- |
| Comté de Vulcan                               |       | 0,00                                         | AB-23 – High River, Vulcan, Lethbridge AB-542 est – Milo | L'AB-24 sud devient l'AB-23 sud |
| Comté de Vulcan                               | 17,10 | AB-547 est – Arrowwood, Gleichen             | Terminus sud du multiplex avec l'AB-547                  |                                 |
| Comté de Vulcan                               | 25,80 | AB-547 ouest – Aldersyde                     | Terminus nord du multiplex avec l'AB-547                 |                                 |
| Limite Comté de Vulcan–Comté de Wheatland     |       | 38,70                                        | Traverse la rivière Bow                                  | Traverse la rivière Bow         |
| Comté de Wheatland                            |       | 39,90                                        | AB-817 nord – Strathmore                                 | Terminus sud de l'AB-817        |
| Comté de Wheatland                            | 54,90 | AB-22X ouest – Calgary AB-901 est – Gleichen | Terminus est de l'AB-22X Terminus ouest de l'AB-901      |                                 |
| Comté de Wheatland                            | 69,40 | AB-1 – Calgary, Strathmore, Medicine Hat     |                                                          |                                 |
| - Terminus de multiplex - Transition de route |       |                                              |                                                          |                                 |